# Адам Цвецински
Адам Игнатиевич Цвецински (на руски: Адам Игнатьевич Цвецинский) е руски офицер, генерал-лейтенант. Участник в Руско-турската война (1877-1878).

## Биография
Адам Цвецински е роден на 4 януари 1826 г. в имението Мосаржих край Витебск в семейство старинния беларуски дворянски род Цвецин от Полоцко войводство.
Ориентира се към военното поприще. Завършва в Новгородския кадетски корпус и Дворянския полк. Произведен е в първо първо офицерско звание прапорщик с назначение в лейбгвардейския Волински полк (1846).
След завършване на Главното инженерно училище е повишен във военно звание поручик (1848). Служи в лейбгвардейския Московски полк и едновременно е асистент по математика в Павловския кадетски корпус (1848-1854). Отличен познавач на стрелковото оръжие в Руската армия.
Служи последователно като командир на 2-ри стрелкови батальон и 5-и стрелкови батальон (1858-1863). Участва в потушаването на Полското въстание (1863 – 1864). Командир на 20-и Галицийски пехотен полк (1864). Повишен е във военно звание генерал-майор с назначение за командир на 4-та стрелкова бригада (1871).
Участва в Руско-турската война (1877-1878). Четвърта стрелкова бригада се проявява се в десанта при Свищов, където е в авангарда на руските сили. Включена в състава на Предния отряд с командир генерал-лейтенант Йосиф Гурко. Участва в безпримерния поход през Стара планина към Южна България. Бие се храбро при овладяването Шипченския проход, битката при Стара Загора и в битката при Джуранли. Награден е с Орден „Свети Георги“ IV ст.
В началото на август 1877 г. бригадата, която спечелва прозвището Желязната е включена в състава на Южния руски отряд с командир генерал-лейтенант Фьодор Радецки. Първа пристига на помощ на Шипченския отряд в най-критичния ден на Шипченската битка и преодолява кризата в отбраната. За защитата на Шипченския проход е повишен е във военно звание генерал-лейтенант и е назначен за командир на 2-ра Гренадирска дивизия. Участва в зимното преминаване на Стара планина и достига до Галиполи.
Генерал-лейтенант Адам Цвецински е от тези руски командири, които изминават най-опасните и трудни пътища на войната.
След войната последователно е командир на 36-а пехотна дивизия и 1-ва Гренадирска дивизия. Награден е с Орден „Бял орел“. Повишен е в звание генерал-адютант от 1879 г. Член на Държавната комисия по преразглеждане и съставяне на правилата за стрелба.
Поради подкопаното от войната здраве заминава на лечение във Франция. Умира на 30 юни 1881 г. в Ница.